# 단테 존스
단테 존스(Dontae' Jones, 본명: 단테 안티주에인 존스, Dontae' Antijuaine Jones, 1975년 6월 2일 ~ )는 미국의 전직 프로 농구 선수이며, 전 전미 농구 협회(NBA)의 보스턴 셀틱스 소속이었다.
존스는 노스이스트 미시시피 커뮤니티 칼리지에서 대학 농구를 했으며 그곳에서 그는 타이거스의 역대 최고 득점자이자 리바운드 선수이자 슛 블로커이다. 그의 32번 유니폼은 학교에서 영구 폐기되었다. 타이거스에서 두 시즌을 보낸 후 그는 대학 생활을 마치기 위해 미시시피 주립 대학교로 편입했다.
그는 SEC 토너먼트 챔피언십 경기에서 최고 순위의 켄터키 대학교를 제치고 미시시피 주를 첫 SEC 토너먼트 챔피언십으로 이끈 후 1996년 SEC 남자 농구 토너먼트에서 가장 가치 있는 선수로 선정되었다. 같은 시즌에 그는 미시시피 주를 NCAA 남자 농구 결승 4위로 이끌었고, 그 과정에서 지역 MVP 영예를 얻었다. 존스는 1995-96년 불독 팀 동료들과 함께 2016년 미시시피 스포츠 명예의 전당에 입성했다.
미시시피 주립대학교 출신으로 1996년 NBA 드래프트에서 뉴욕 닉스의 21순위로 선정되었으나 1997년 드래프트 직전에 월터 매카티, 존 토머스, 스콧 브룩스와 함께 셀틱스로 트레이드되어 크리스 밀스와 교환했다. 98 NBA 시즌이 시작되었다(그는 이전에 발 부상으로 인해 1996-97년 닉스에서 어떤 경기에도 참가하지 않았다).
NBA 시즌이 끝난 후 존스는 아메리칸 농구 협회 (2000년)(ABA)의 멤피스 하운도그스와 그리스, 튀르키예, 이탈리아, 한국, 중국에서 뛰었다.
그의 어머니는 구별을 위해 의도적으로 그의 이름 끝에 아포스트로피를 넣었다.
2012년 11월 현재 그는 내슈빌 대도시의 모든 테네시 중부 지역과 내슈빌 시 청소년의 농구 기술 향상을 돕기 위해 고안된 내슈빌 청소년 농구 협회(NYBA)에서 프로그램 디렉터로 일하고 있다. 매우 존경받는 청소년 코치이다.